# Pierfrancesco Favino
Pierfrancesco Favino (Roma, 24 de agosto de 1969) es un actor italiano. Ha aparecido en películas y series de televisión desde principios de los años 90, incluyendo las películas L'ultimo bacio, Le chiavi di casa, La sconosciuta y No basta una vida. Recibió el premio David di Donatello en 2006 por su papel en la película Romanzo criminale. En 2006 interpretó a Cristóbal Colón en la película Night at the Museum y en 2008 interpretó al General Glozelle, el líder de las tropas de Miraz, en la película Las crónicas de Narnia: el príncipe Caspian.
En 2012 interpretó el papel de Giuseppe Pinelli en la película Romanzo di una strage. Pinelli era un empleado ferroviario italiano de inclinación política anarquista, que encontró la muerte en un episodio aún no resuelto el 15 de diciembre de 1969, mientras era interrogado como parte de la investigación para esclarecer el atentado de Piazza Fontana perpetrado en Milán el 12 de diciembre de 1969. En este ataque murieron 17 personas y otras 88 resultaron heridas. La película tuvo 16 nominaciones al premio David de Donatello 2012 y por su actuación ganó el premio a mejor actor de reparto.

## Filmografía

### Cine
- Pugili	(1995)
- Correre contro	(1996)
- In barca a vela contromano	(1997)
- Il principe di Homburg	(1997)
- Nae caranfil	(1998)
- I giudici - vittime eccellenti	(1999)
- La carbonara	(2000)
- L'ultimo bacio	(2001)
- Da zero a dieci	(2001)
- La verità vi prego sull'amore	(2001)
- Emma sono io	(2002)
- El Alamein	(2002)
- Al cuore si comanda	(2003)
- Passato prossimo	(2003)
- Mariti in affitto	(2004)
- Le chiavi di casa	(2004)
- Nessun messaggio in segreteria	(2005)
- Amatemi	(2005)
- Romanzo criminale, dirigida por Michele Placido (2005)
- Night at the Museum, dirigida por Shawn Levy (2006)
- La sconosciuta, dirigida por Giuseppe Tornatore (2006)
- No basta una vida, dirigida por Ferzan Özpetek (2007)
- Las crónicas de Narnia: el príncipe Caspian, dirigida por Andrew Adamson (2008)
- Miracle at St. Anna, dirigida por Spike Lee (2008)
- L'uomo che ama, dirigida por Maria Sole Tognazzi (2008)
- Il grande sogno, dirigida por Michele Placido (2008)
- Ángeles y demonios, dirigida por Ron Howard (2009)
- Cosa voglio di più, dirigida por Silvio Soldini (2010)
- A.C.A.B. All Cops Are Bastards, dirigida por Stefano Sollima (2012)
- Posti in piedi in paradiso, dirigida por Fulvio Brignola (2012)
- Romanzo di una strage, dirigida por Marco Tulio Giordana (2012)
- Guerra mundial Z, dirigida por Marc Forster (2013)
- Rush, dirigida por Ron Howard (2013).
- Suburra, dirigida por Stefano Sollima (2015)
- My Cousin Rachel, dirigida por Roger Michell (2017)
- Il traditore, dirigida por Marco Bellocchio (2019)
- Hammamet, dirigida por Gianni Amelio (2020)
- Nuestros mejores años, dirigida por Gabriele Muccino (2020)
- Corro da te, dirigida por Riccardo Milani (2022)
- Nostalgia, dirigida por Mario Martone (2022)
- Il colibrì, dirigida por Francesca Archibugi (2022)
- Última noche en Milán, dirigida por Andrea Di Stefano (2023)
- Comandante, dirigida por Edoardo De Angelis (2023)
- Adagio, dirigida por Stefano Sollima (2023)
- El conde de Montecristo, dirigida por Matthieu Delaporte y Alexandre de La Patellière (2024)

### Televisión
- Una questione privata - (película de tv)	(1991)
- Amico mio - (serie tv) (1993)
- Amico mio 2 - (serie tv) (1998)
- Bonanno - (película de tv) (1999)
- Padre Pio - (película de tv) (2000)
- La sindone - (película de tv)	(2001)
- Giuda - (película de tv) (2001)
- Gli insoliti ignoti - (película de tv) (2003)
- Ferrari - (película de tv) (2003)
- Part-time - (película de tv) (2004)
- L'intramontabile - (película de tv) (2005)
- Liberi di giocare - (película de tv) (2007)
- Marco Polo - (serie tv) (2014)

### Cortometrajes
- Corti stellari - Episodio: Baci proibiti (1997)

## Premios y distinciones
Festival Internacional de Cine de Venecia
| Año  | Categoría                                     | Trabajo nominado    | Resultado |
| ---- | --------------------------------------------- | ------------------- | --------- |
| 2014 | Premio Francesco Pasinetti - Mención especial | Senza nessuna pietà | Ganador   |
| 2020 | Copa Volpi al mejor actor                     | Padrenostro         | Ganador   |